# Arenaria trichophylla
Arenaria trichophylla är en nejlikväxtart som beskrevs av Cheng Yih Wu och Li Hua Zhou. Arenaria trichophylla ingår i släktet narvar, och familjen nejlikväxter. Inga underarter finns listade i Catalogue of Life.